# Gary Burden
Gary Burden (Cleveland, 23 de mayo de 1933 – 7 de marzo de 2018) fue un artista estadounidense, especializado en el campo de las portadas de los discos. Es considerado como uno de los pioneros en el arte de las portadas.

## Biografía
Gary Burden nació el 23 de mayo de 1933, en Cleveland, Ohio, hijo de Lowell y Agatha Burden, y creció sobre todo en el sur de Florida. A los 16 años, se unió al cuerpo de Marines y, después de licenciarse, estudió arquitectura en Berkeley.
En la década de los 60 y 70, diseñó laas portadas de estrellas de la altura de Mama Cass, Crosby, Stills, Nash & Young, Joni Mitchell, The Doors, The Eagles y Jackson Browne. Creó todos las portadas de los discos de Neil Young durante 35 años. Por sus trabajos, consiguió cuatro Premios Grammy, y en los 52.ª edición de los Premios Grammy en 2010, ganó el premio al Mejor Empaque en Caja o Edición Especial Limitada por el álbum de Neil Young The Archives Vol. 1 1963–1972.
Burden colaboró con el fotógrafo Henry Diltz. En 2000 hicieron el documental California Rock: Under the Covers, Representando sus trabajos de portada de álbumes y su participación en la escena del rock de Los Ángeles.

## Premios

### Premios Grammy
- Nominación, Mejor paquete en caja o edición especial limitada por Neil Young, A Letter Home (2014)
- Premio, mejor portada en caja o edición especial limitada para Neil Young, The Archives Vol. 1 1963–1972 (2009)
- Nominación, Mejor portada para Neil Young, Mirror Ball (1995)
- Nominación, mejor portada de álbum para The Eagles, One Of These Nights (1975)
- Nominación, mejor portada para Richard Pryor, Richard Pryor (1968)[6]

## Vida personal
Se casó con Annie Burden, que es una de las "Damas del Cañón" en la canción de Joni Mitchell. Posteriormente se casó con Jenice Heo.